# 深谷勝清
深谷 勝清（ふかや かつきよ、1933年8月25日 - 2001年6月17日）は、日本の経営者。北海道放送社長を務めた。北海道出身。

## 経歴
1958年に早稲田大学文学部を卒業し、同年に北海道放送に入社。1988年に取締役に就任し、1989年に常務を経て、1995年6月に社長に就任。
2001年6月17日肺癌のために死去。67歳没。